# راي بوكانان
راي بوكانان (بالإنجليزية: Ray Buchanan)‏ هو لاعب كرة قدم أمريكية أمريكي، ولد في 29 سبتمبر 1971 في شيكاغو في الولايات المتحدة.

## وصلات خارجية
- راي بوكانان على موقع مرجع كرة القدم المحترفة.كوم (الإنجليزية)
- راي بوكانان على موقع ميوزك برينز (الإنجليزية)
- راي بوكانان على موقع ديسكوغز (الإنجليزية)